# Lost (Jonathan Jeremiah)
Lost is de debuutsingle van Jonathan Jeremiah. Het is afkomstig van zijn debuutalbum A solitary man. De single verkocht maar matig, net als haar opvolger Happiness. Dat toch in tegenstelling tot het album, dat zevenenveertig weken in de Album Top 100 stond met als hoogste notering plaats 3 (gegevens nl). Dat album werd alleen van de eerste plaats afgehouden door de uiteindelijke millionseller 21 van Adele en Lach, geef en geniet van Jannes. Op Lost werd Jonathan Jeremiah begeleid door The Heritage Orchestra, later werd die taak overgenomen door het Metropole Orkest.
Liefhebbers van het nummer waren Gerard Ekdom van 3FM en Edwin Evers van Radio 538. Jeremiah zong het lied tijdens zijn optreden op het North Sea Jazz Festival versie 2011.

## Hitnotering
De single haalde alleen in Nederland de hitparade.

### Nederlandse Top 40
Lost stond zeven weken in de tipparade, maar wist de top 40 niet te bereiken.

### NederlandseSingle Top 100
| Positie: | 47 | 86 | 88 | 94 | 93 | - | 87 | 91 | uit |

### NPO Radio 2 Top 2000
Lost stond alleen in 2011 in de NPO Radio 2 Top 2000, op plek 1790.